# Liste des membres de l'Assemblée constituante de 1789
Pour un article plus général, voir Assemblée constituante de 1789.
Cette liste a pour but de recenser, classés alphabétiquement, les 1 145 députés titulaires (291 députés du clergé, 270 de la noblesse et 584 du tiers état), élus aux États généraux de 1789, qui se sont transformés en Assemblée nationale le 17 juin 1789 et en Assemblée nationale constituante le 9 juillet 1789, ainsi que les députés suppléants ayant siégé :
- Note : Le nom des députés suppléants ayant siégé est indiqué en italique. Lorsqu'il est connu, le nom du député remplacé est indiqué en fin de ligne.

- Haut – A
- B
- C
- D
- E
- F
- G
- H
- I
- J
- K
- L
- M
- N
- O
- P
- Q
- R
- S
- T
- U
- V
- W
- X
- Y
- Z

## A
- Luc René Charles Achard de Bonvouloir (° 1744- † 1827), député de la noblesse pour le bailliage de Coutances.
- Louis-Joseph Adam de Verdonne (° 1753 - † 1831), député du tiers état du bailliage de Crépy-en-Valois.
- Henri Cardin Jean-Baptiste d'Aguesseau (° 1747- † 1826), député de la noblesse pour le bailliage de Meaux.
- Armand Désiré de Vignerot Duplessis-Richelieu d'Aiguillon (duc d' ) (° 1761-† 1800), député de la noblesse d'Agen.
- Michel François d'Ailly, député du tiers état de Chaumont-en-Vexin.
- Philippe-François d'Albignac de Castelnau (° 1742- † 1806), député du clergé de la sénéchaussée d'Angoulême.
- Pierre Gilbert Le Roy d’Allarde (1749-1809), député de la noblesse du bailliage de Saint-Pierre-le-Moûtier
- Charles-Jean-Marie Alquier (° 1752- † 1826), député du tiers état pour la sénéchaussée de La Rochelle
- Frédéric-Antoine-Marc, comte d'Andlau de Hombourg (° 1736- † 1820), député de la noblesse pour le bailliage de Haguenau et Wissembourg
- Benoît-Antoine-Frédéric, baron d'Andlau de Hombourg (° 1761- † 1839), frère du précédent, député du clergé pour le bailliage de Colmar et Sélestat
- Antoine Balthazar Joachim d'André
- Antoine Andurand (° 1747- † 1818), député du tiers état de la sénéchaussée de Villefranche-de-Rouergue
- Jean-Paul d'Angosse (° 1732- † 1798), député de la noblesse de la sénéchaussée d'Armagnac.
- Louis-Hector-Amédée Angot (° 1739- † 1805), député du tiers état du bailliage de Coutances
- François-Paul-Nicolas Anthoine (° 1720 - † 1793), député du tiers état du Bailliage de Sarreguemines.
- Louis-Alexandre de Launay, comte d'Antraigues
- Auguste-Marie-Raymond, comte de La Marck, prince d'Arenberg, (° 1753- † 1833), député de la noblesse bailliage du Quesnoy.
- Charles André Rémy Arnoult, (° 1754 - † 1796), député du tiers état du bailliage de Dijon, Côte-d'Or.
- Edme Aubert, (° 1738-† 1804), député du clergé du bailliage de Chaumont-en-Bassigny.
- Jean-Baptiste Aubry (° 1736 - † 1813), député du clergé pour le bailliage de Bar-le-Duc.
- Jean-Baptiste Auclerc des Cottes (° 1737 - † 1826), médecin à Argenton, député du tiers état du bailliage de Bourges (Berry).
- Bruno-Philibert Audier-Massillon (° 1746 - † 1822), magistrat et homme politique français.
- Louis-Alexandre-Céleste d'Aumont, duc de Villequier, chevalier des ordres du roi, lieutenant-général de ses armées, premier gentilhomme de la Chambre, gouverneur de la province et pays Boulonnais, député de la noblesse de la sénéchaussée de Boulonnais à Boulogne-sur-Mer.
- Louis-Marie-Céleste d'Aumont, duc de Piennes, colonel attaché au régiment des chasseurs de Franche-Comté, ci-devant Durfort, gentilhomme de la chambre du roi en survivance, seigneur du fief de Saint-Pierre, situé à Mortefontaine, au bailliage de Villers-Cotterets, député suppléant de la noblesse de Paris.
- Paul Ayroles, (° 1731 - † 1795), député du clergé de la sénéchaussée du Quercy à Cahors.

- Haut – A
- B
- C
- D
- E
- F
- G
- H
- I
- J
- K
- L
- M
- N
- O
- P
- Q
- R
- S
- T
- U
- V
- W
- X
- Y
- Z

## B
- René Gaston Baco de la Chapelle (° 1751- † 1800), député du tiers état du bailliage de Nantes.
- Jean Sylvain Bailly (° 1736- † 1793), député du tiers état pour la ville et les faubourgs de Paris.
- Raymond-Antoine de Banyuls de Montferré  (° 1747- † 1829), chevalier de Saint-Louis, ancien capitaine de cavalerie, député de la noblesse de Roussillon.
- Antoine Banassat (1729-1794), député du clergé par la sénéchaussée de Guéret. Martyr de la Révolution
- Charles-Marie de Barbeyrac de Saint-Maurice (marquis), député de la noblesse de la sénéchaussée de Montpellier.
- Pierre-Louis Barbou (1732-n. c.), député du clergé du bailliage de Meaux.
- Bertrand Barère de Vieuzac  (° 1755- † 1841), député du tiers état du bailliage de Toulouse.
- Antoine Barnave (° 1761- † 1793), député du tiers état du Dauphiné.
- Alexis de Basquiat-Mugriet, député du tiers état de Dax, Saint-Sever et Bayonne.
- Jean-Pierre de Batz (° 1754- † 1822), député de la noblesse des sénéchaussées de Nérac et d'Albret.
- Claude Hubert Bazoche (° 1748- † 1812), député du tiers état du bailliage de Bar-le-Duc.
- François Baucheton (° 1749- † 1838), avocat à Issoudun, député du tiers état du bailliage de Bourges (Berry).
- Alexandre de Beauharnais (° 1760- † 1794), député de la noblesse du bailliage de Blois.
- Bon Albert Briois de Beaumetz (° 1759- † 1801), député de la noblesse de l'Artois.
- Pierre Joseph Antoine Beauperrey (° 1745 - † 1794), député du tiers état pour le bailliage d'Évreux.
- Jacques-François Begouën (° 1743-† 1831), député du tiers état pour le bailliage de Caux.
- François Bécherel (° 1732- † 1815),
- Clément-François Bénazet (1740-1796), député de la sénéchaussée de Carcassonne
- Philippe-Jacques de Bengy de Puyvallée (° 1743- † 1823), député de la noblesse du bailliage de Bourges (Berry).
- Marcelin René Bérenger (1744-1822), député du tiers état de la province du Dauphiné.
- Georges Bergasse de Laziroules (° 1763- † 1827), député du tiers état de la sénéchaussée de Pamiers.
- Nicolas Bergasse (° 1750- † 1832), député du tiers état de la sénéchaussée de Lyon.
- Pierre Bertrand (1747-1820), député du tiers état du bailliage de Saint-Flour.
- Claude-Antoine de Beziade, marquis d'Avaray (° 1740- † 1829), baron de Lussay, seigneur de Lelion, Courbazon et autres lieux, lieutenant général de la province d'Orléanais, maréchal de camp, grand bailli du bailliage et duché d'Orléans, juge des exempts et cas royaux, maître de la garde-robe de Monsieur, frère du roi, gouverneur des villes de Beaugency et Neufchâteau., député de la noblesse du bailliage d'Orléans.
- Guillaume Besnard-Duchesne, (° 1747- † 1826), bourgeois de Montebourg, lieutenant-criminel au bailliage de Valognes, député du tiers état du bailliage de Coutances.
- Jean Denis Ferréol Blanc (° 1743 - † 1789), député du tiers état du bailliage de Besançon, mort à Versailles pendant les États généraux[1]
- François-Pierre Blin (° 1756 - † 1834), député du tiers état de la sénéchaussée de Nantes.
- Nicolas Bluget (1731-1817), député du clergé du bailliage de Bar-sur-Seine.
- Guillaume de Boëry (° 1748- † 1822), avocat à Châteauroux, député du tiers état du bailliage de Bourges (Berry).
- Louis de Boislandry (° 1750- † 1834), député du tiers état de Paris
- Jean de Dieu-Raymond de Boisgelin de Cucé (° 1732 - † 1804), député du clergé de la sénéchaussée d'Aix
- Barthélemy de Boisse (1747-1829), député de la noblesse de la sénéchaussée de Lyon.
- Charles-François de Bonnay (1750-1825), député suppléant de la noblesse aux états généraux par le bailliage du Nivernais
- Jean-Joseph de Bonnegens (1750-1817), député du tiers état de la sénéchaussée de Saint-Jean-d'Angély.
- Jean-Nicolas Bordeaux député du tiers état de Chaumont-en-Vexin.
- Jean-Baptiste Bottex (abbé) (1743-1792), député du clergé, martyr de la révolution.
- Pierre Paul Alexandre Bouchotte (1754-1821), député du tiers état du bailliage de Bar-sur-Seine.
- Marie-Mesmin du Bouex de Villemort (1745-1815), député de la noblesse de la sénéchaussée de Poitiers.
- Jean Pierre Boullé (° 1753 – † 1816), député du tiers état de la sénéchaussée de Ploërmel.
- Guy Boulliotte (1724-1798), député du clergé du bailliage d'Auxois.
- Henri Jean-Baptiste de Bousmard de Chantereine (° 1749- † 1807), député de la noblesse du bailliage de Bar-le-Duc.
- Charles-Léon de Bouthillier-Chavigny (marquis) (° 1743- † 1818), député de la noblesse du bailliage de Bourges (Berry).
- Godefroy Bouvier (° 1760- † 1826), député du tiers état de la principauté d'Orange.
- Charles Augustin Dominique Brassart (1738-1795), député du tiers état de l'Artois[2]
- François-Marie-Hermann-Eusèbe, Baron de Breiten-Landenberg de Wagenbourg (1753 - 1821), député de la noblesse de Belfort et Huningue, chevalier d'honneur et d'épée au conseil souverain d'Alsace, chevalier honoraire de l'ordre de Malte.
- Jean Anthelme Brillat-Savarin (° 1755- † 1826), député du tiers état du bailliage du Bugey.
- Charles-Louis-Victor de Broglie (° 1756- † 1794), député de la noblesse de Colmar.
- Amable de Brugier de Rochebrune (1745-1815), député de la noblesse pour le bailliage de Saint-Flour.
- Pierre Brunet de Latuque (° 1757- † 1824), député du tiers état de la sénéchaussée de Nérac.
- Jean-Xavier Bureau de Pusy (° 1750- † 1806), député de la noblesse du bailliage d'Amont à Vesoul.
- François Nicolas Léonard Buzot (° 1760- † 1794), député du tiers état du bailliage d'Évreux.

- Haut – A
- B
- C
- D
- E
- F
- G
- H
- I
- J
- K
- L
- M
- N
- O
- P
- Q
- R
- S
- T
- U
- V
- W
- X
- Y
- Z

## C
- Armand-Gaston Camus (1740-1804), député du tiers état de la prévôté et la vicomté de Paris.
- Joseph Folch de Cardon de Sandrans (1739-1799), député de la noblesse du bailliage de Bourg-en-Bresse.
- Jean Cartier (1723-1810), député du clergé du bailliage de Tours.
- Boniface de Castellane (1758-1837), député de la noblesse du bailliage de Châteauneuf-en-Thymerais, dans le Perche.
- Charles de La Croix de Castries (1756-1842), député de la noblesse de la prévôté et la vicomté de Paris.
- Joseph-Louis (Robert de Lignerac) duc de Caylus) (1764-1823), député de la Noblesse de la sénéchaussée de Saint-Flour.
- Jacques Antoine Marie de Cazalès (1748-1805), député de la noblesse du bailliage de Rivière-Verdun.
- Jean-Baptiste Nompère de Champagny (° 1758- † 1834), député de la noblesse du Forez.
- Joseph-Nicolas de Champeaux, député du clergé du bailliage de Montfort-l'Amaury
- Jean-Baptiste-Marie Champion de Cicé (° 1725- † 1805), député du clergé de la sénéchaussée d'Auxerre, (Yonne).
- Jérôme Champion de Cicé (° 1735- † 1810), député du clergé de la sénéchaussée de Bordeaux, (Gironde).
- Etienne Chaillon (° 1736 - † 1796), député du tiers état de la sénéchaussée de Nantes.
- Louis Charrier de la Roche (° 1738- † 1827), docteur en théologie, curé-prévôt du chapitre noble d'Ainay, député du clergé de la sénéchaussée de Lyon.
- Charles Antoine Chasset (° 1748- † 1805), député du tiers état de la sénéchaussée de Villefranche (Rhône).
- Louis Marie Florent du Chatelet (° 1727- † 1793), député de la noblesse du bailliage de Bar-le-Duc.
- Jean-Baptiste Chavoix (°1739 - †1818), avocat, député du tiers état Sénéchaussée de Limoges
- François Charles Chevreuil († 1792), chancelier de l'Église et de l'université de Paris, député du clergé de Paris.
- Jean-Louis Cheynet (° 1741- † 1809), avocat, député du tiers état du Dauphiné, maire de Montélimar.
- Antoine-César de Choiseul-Praslin (° 1756- † 1808), comte de Praslin, seigneur de Maugé, lieutenant général des huit évêchés de la Basse-Bretagne, colonel du régiment de Lorraine-infanterie, député suppléant de la noblesse de la sénéchaussée du Maine au Mans.
- Michel-Félix-Victor de Choiseul d'Aillecourt (° 1754- † 1796), député de la noblesse du bailliage de Chaumont-en-Bassigny.
- Renaud César de Choiseul-Praslin (° 1735- † 1791), duc de Praslin, député de la noblesse de la sénéchaussée d'Angers.
- Jean-Baptiste Choisy (1742-1820), cultivateur de Sery puis cultivateur de la ferme d'Arcefays (en Argonne), devenu député du tiers état pour le bailliage de Châlons-sur-Marne en 1789. Il redevient cultivateur de la ferme d'Arcefays en 1791.
- Louis Joseph Félix de Clapiers-Collongues (1738-1806), député de la noblesse de la sénéchaussée d'Aix-en-Provence.
- Pierre-François Clerget (° 1746 - † 1808), député du clergé du bailliage d'Amont à Vesoul.
- Stanislas de Clermont-Tonnerre (° 1757- † 1792), député de la noblesse de la prévôté et la vicomté de Paris.
- Claude Alexis Cochard (° 1743 - † 1815), député du tiers état du bailliage d'Amont à Vesoul.
- Adrien Pierre Barthélemy Cochelet (1753-1804), député du tiers état de la principauté d'Arches (Charleville)[3]
- Charles Colbert de Seigneley de Caste-Hill (° 1735- † 1813), député du clergé de la sénéchaussée de Rodez, (Aveyron).
- Joseph Collinet (1726-1809), député du clergé pour le bailliage de Bar-le-Duc[4]
- Pierre-Paul Colonna de Cesari Rocca (° 1748- † 1829), député du tiers état de l'île de Corse.
- Jean Colson (° 1734 - † 1801), député du clergé pour le bailliage de Sarreguemines.
- Sigisbert Étienne Coster (1734-1825), député français du clergé du bailliage de Verdun.
- Jacques-Edme Cottin (1754-1823) : député du tiers état pour la sénéchaussée de Nantes
- Robert Jean-Baptiste Coquille, député de la Guadeloupe[5]
- Jacob Couturier (1737-1805) député du clergé du bailliage de la Montagne.
- Félix-François-Dorothée de Balbes de Berton de Crillon (° 1748- † 1820)
- Louis Pierre Nolasque de Balbes de Berton de Crillon (duc de) (1742-1806), député de la noblesse de Beauvais (Oise).
- Anne-Emmanuel de Croÿ (duc de) (° 1743- † 1803), député de la noblesse bailliage du Quesnoy.
- Joseph Anne Maximilien de Croÿ d'Havré (1744-1839), député de la noblesse bailliage d'Amiens
- Anne-Emmanuel-François-Georges de Crussol d'Amboise  (° 1726- † 1794)
- Alexandre-Louis de Culant (comte) (° 1733- † 1799), député de la noblesse du bailliage d'Angoulême.
- Louis de Curt (1752-1804), député de la Guadeloupe

- Haut – A
- B
- C
- D
- E
- F
- G
- H
- I
- J
- K
- L
- M
- N
- O
- P
- Q
- R
- S
- T
- U
- V
- W
- X
- Y
- Z

## D
- Jean-Pierre de Damas d'Anlezy (° 1734- † 1800), général français, député de la noblesse du bailliage de Nivernois et Donziois (généralité de Moulins).
- François de Damas-Crux (° 1739- † 1829), doyen de l'église cathédrale de Saint-Cyr de Nevers, vicaire général, abbé commendataire d'Élan, député du clergé du bailliage de Saint-Pierre-le-Moutier (généralité de Moulins).
- Luc Jacques Édouard Dauchy (comte) (° 1757 - † 1817), député du tiers état de Clermont (Oise).
- Jean Daude (1749-1827), avocat du roi au bailliage de Saint-Flour, député du tiers état de la sénéchaussée de Saint-Flour.
- Lucien David (° 1730 - † 1792) (abbé), député du clergé du bailliage de Beauvais (Oise).
- Jean-Baptiste Decrétot (1743-1817), député du tiers état de Rouen.
- Nicolas-Pierre-Antoine Delacour (1738-1809), député du tiers état de Senlis (Oise).
- Claude Charles Delacour d'Ambézieux (1733-1792), député du tiers état du Dauphiné.
- Antoine-François Delandine (° 1756 - † 1820), député du tiers état du bailliage de Forez à Montbrison.
- Guillaume-Antoine Delfaud (° 1733 - † 1792), député du clergé du diocèse de Sarlat.
- Joseph Bernard Delilia de Crose (° 1739 - † 1804).
- Claude-Pierre de Delay d'Agier (° 1750 - † 1827), député de la noblesse de la province du Dauphiné.
- Guy-Félix de Pardieu (1758-1799), député de la noblesse du bailliage de Saint-Quentin.
- Pierre-Suzanne Deschamps (° 1743 - † 1793), député de la noblesse de la sénéchaussée de Lyon.
- Thomas-Joseph Desescoutes (° 1736 - † 1791), député du tiers état du bailliage de Meaux.
- Pierre-Étienne Despatys de Courteille (° 1753 - † 1841), député du tiers état des bailliages de Melun et Moret-sur-Loing.
- Jean-Nicolas Démeunier (ou Desmeunier) (° 1751- † 1814), député du tiers état.
- René des Monstiers de Mérinville (évêque de Dijon) (° 1742- † 1825), député du clergé du bailliage de Dijon.
- Antoine Destutt de Tracy (° 1754- † 1836), député de la noblesse de Moulins en Bourbonnais.
- René-Jean-Louis Desvernay (° 1750- † 1819), député du clergé de la sénéchaussée de Villefranche (Rhône).
- Jean-Baptiste Devillas (° 1750 - † 1831), député du tiers état de Pierrefort en Haute-Auvergne.
- Arthur Dillon (° 1750 - † 1794), député de la noblesse de la Martinique.
- Raymond Ducastaing (° 1738 - † 1818), curé de Lannux, député du clergé de la sénéchaussée d’Armagnac à Lectoure.
- Jean-Claude Dubois (° 1742 - † 1836), député du tiers état de la sénéchaussée de Châtellerault.
- Jean-François Dubois (°  1727 - † 1803), député du Clergé du bailliage de Troyes.
- François-Marie Dubuat (° 1752 - † 1807), député suppléant du tiers état du bailliage de Meaux (remplace le 14 mai 1790 le marquis d'Aguesseau, démissionnaire).
- Jean Ducret de Langes (° 1750 - † 1807), député du clergé du bailliage de Mâcon.
- Jacques Dufresne (° 1732 - † 1832), député du clergé du bailliage d'Alençon.
- Jean-Baptiste Dumaire (° 1758 - † v. 1793), député suppléant du tiers état du bailliage de Sarreguemines (remplace le 21 janvier 1790 le comte d'Helmstatt, démissionnaire).
- Jean-Baptiste Dumouchel (° 1748 - † 1820), député du clergé de Paris.
- Pierre Samuel du Pont de Nemours (Pierre-Samuel Dupont, dit) (° 1739 - † 1817), député du tiers état du bailliage de Nemours.
- Adrien Duport (° 1759- † 1798), député de la noblesse de Paris.
- Joseph Dupré (1742-1823), député du tiers état de la sénéchaussée de Carcassonne.
- Adrien Duquesnoy (1759-1808), député du tiers état du bailliage de Bar-le-Duc.

- Haut – A
- B
- C
- D
- E
- F
- G
- H
- I
- J
- K
- L
- M
- N
- O
- P
- Q
- R
- S
- T
- U
- V
- W
- X
- Y
- Z

## E
- Maurice Joseph Louis Gigost d'Elbée
- Jean-Louis Emmery (° 1742 - † 1823), député du tiers états du bailliage de Metz
- Nicolas Louis d'Estagniol (1741-1820), député de la noblesse du bailliage de Sedan.
- Louis Marie d'Estourmel, (° 1744 - † 1823), député de la noblesse.
- Ange Marie d'Eymar né le 8 septembre 1747, député de la sénéchaussée de Forcalquier

- Haut – A
- B
- C
- D
- E
- F
- G
- H
- I
- J
- K
- L
- M
- N
- O
- P
- Q
- R
- S
- T
- U
- V
- W
- X
- Y
- Z

## F
- Jean Jacques Farochon (1732-1802), (abbé), député du clergé de Crépy-en-Valois
- Gabriel Feydel (1744-1827), député du tiers état de la sénéchaussée du Quercy.
- Jean-Baptiste Antoine de Flachslanden (1739-1825), député de la noblesse du bailliage de Strasbourg.
- Jean-François Henri de Flaschlanden, député de la noblesse de Colmar[6]
- Antoine Charles Gabriel de Folleville (1749-1835), député suppléant de la noblesse de Péronne, siège à partir du 26 décembre 1789.
- Jean Bernard Font (1750-1826), député du clergé de la Sénéchaussée de Pamiers.
- Emmanuel-Marie-Michel-Philippe Fréteau de Saint Just (1745-1794), député de la noblesse des bailliages de Melun et Moret-sur-Loing.
- Nicolas Frochot (1761-1828), député du tiers état du bailliage de Châtillon-sur-Seine.
- Thomas de Frondeville (1750-1816), élu par la noblesse du bailliage de Rouen.
- Benjamin-Léonor-Louis Frotier de La Coste-Messelière, élu de la noblesse par le bailliage de Charolles.

- Haut – A
- B
- C
- D
- E
- F
- G
- H
- I
- J
- K
- L
- M
- N
- O
- P
- Q
- R
- S
- T
- U
- V
- W
- X
- Y
- Z

## G
- Joseph Nicolas Galland (1738-1793), député du clergé du baillage de Mirecourt.
- Dominique Garat, dit « Garat-Ainé » (° 1735 - † 1799), député du tiers état du « pays des Basques » (bailliage de Labourd à Ustaritz).
- Dominique Joseph Garat, dit « Garat-Cadet » (° 1749 - † 1833), député du tiers état du « pays des Basques » (bailliage de Labourd à Ustaritz).
- Alexandre Gardiol (1723-1805), député du clergé de la sénéchaussée de Draguignan.
- Jean-Marie Garnier (1748-1824), député du clergé du bailliage de Dol.
- Jean Gaspard Gassendi prêtre de l'Oratoire, prieur de Barras, né en 1749, député de la sénéchaussée de Forcalquier
- Jean-François Gaultier de Biauzat (° 1739 - † 1815), député du tiers état pour la sénéchaussée de Clermont (Puy-de-Dôme).
- Philibert Genetet (° 1727 - † 1797), curé d'Étrigny, député du clergé du bailliage de Chalon
- Christophe Antoine Gerle (1735-1801), député du clergé du bailliage de Riom.
- Jacques-Marie Glezen (° 1737 - † 1801), député du tiers état pour la sénéchaussée de Rennes.
- Pierre Giraud du Plessis (° 1754- † 1820), député du tiers état pour la sénéchaussée de Nantes
- Barthélémy Girerd (°1748 - † 1827), médecin,  député du tiers état pour la sénéchaussée de Lyon.
- Louis-Gabriel de Gomer (comte) (° 1718 - † 1798), député de la noblesse pour le bailliage de Sarreguemines.
- Armand Louis de Gontaut-Biron (duc de Lauzun) (° 1747 - † 1793), député de la noblesse de la sénéchaussée du Quercy à Cahors.
- Pierre-François Gossin (° 1754- † 1794), député du tiers état du bailliage de Bar-le-Duc.
- Arnaud Gouges-Cartou (° 1738), député du tiers état pour la sénéchaussée du Quercy à Cahors.
- Claude-Christophe Gourdan (° 1744 - † 1804), député du tiers état du bailliage d'Amont à Vesoul.
- Jean-Louis Gouttes, député du clergé de la sénéchaussée de Béziers
- Louis Marthe de Gouy d'Arsy (° 1753 - † 1794), député de la noblesse pour Saint-Domingue.
- Jacques-Nicolas Guinebaud de Saint-Mesme (° 1738 - † 1813) : député du tiers état de la sénéchaussée de Nantes.
- Pierre-Joseph Grangier (° 1758- † 1821), député du tiers état du bailliage du Berry.
- Henri Grégoire, également appelé l'« abbé Grégoire » (° 1750 - † 1831), député du clergé du bailliage de Nancy.
- Jean-Baptiste Grenier (° 1753 - † 1838), député du tiers état pour la sénéchaussée de Riom.
- Louis-Charles de Grieu (° 1755), député du clergé du bailliage de Rouen.
- Pierre-Étienne-Lazare Griffon de Romagné (1723-n. c.), député du tiers état pour le bailliage de La Rochelle.
- Joseph-Marie Gros (° 1742 - † 1792), curé de Saint-Nicolas-du-Chardonnet, député du clergé de Paris.
- Julien Guégan (1746–1794), député du clergé du diocèse de Vannes, Morbihan[7]
- Charles Pierre Gaspard Gueidan (1757-1831), député du clergé du bailliage de Bourg-en-Bresse.
- Joseph Ignace Guillotin (1738-1814).
- Antoine Guiot (1738-1790), député du tiers état du bailliage d'Auxois.

- Haut – A
- B
- C
- D
- E
- F
- G
- H
- I
- J
- K
- L
- M
- N
- O
- P
- Q
- R
- S
- T
- U
- V
- W
- X
- Y
- Z

## H
- Gustave Hainsselin
- Antoine-Bernard Hanoteau (° 1751 - † 1822), député du tiers état de Crépy-en-Valois.
- Pierre Nicolas de Haraneder, vicomte de Macaye (1758-1827),  député de la noblesse du bailliage de Ustaritz.
- Mathurin François Hardy de Largère (° 1729 - † 1792), maire de Vitré, député du tiers état de la sénéchaussée de Rennes.
- Roch Hyacinthe du Hautoy (vicomte) (° 1731- † 1814), député de la noblesse du bailliage de Bar-le-Duc[8]
- Pierre Hébrard (° 1750- † 1802), député du tiers état de la sénéchaussée de Saint-Flour.
- Maximilien-Auguste Bleickard d'Helmstatt (comte) (° 1728 - † 1802), député de la noblesse pour le bailliage de Sarreguemines.
- Charles Hernoux citoyen de Saint-Jean-de-Losne, député de Dijon.
- Pierre-Antoine Herwyn (° 1753 - † 1824), conseiller pensionnaire de la ville d'Hondschoote, député du tiers état du bailliage de Bailleul.
- Jean-Marie Heurtault de Lammerville (vicomte) (° 1740 - † 1810), ancien officier de marine, député de la noblesse du bailliage de Bourges (Berry).
- Guillaume-Benoît Houdet (1744-1812), député du tiers état du bailliage de Meaux.
- Étienne-Eusèbe-Joseph Huard (1753-1789)
- Jean-Antoine Huguet (° 1751- † 1819), député du tiers état de la sénéchaussée de Clermont-Ferrand.
- Jean-Baptiste Humblot (° 1734- † 1809), député du tiers état de la sénéchaussée de Villefranche dans le Rhône.

- Haut – A
- B
- C
- D
- E
- F
- G
- H
- I
- J
- K
- L
- M
- N
- O
- P
- Q
- R
- S
- T
- U
- V
- W
- X
- Y
- Z

## I
- Haut – A
- B
- C
- D
- E
- F
- G
- H
- I
- J
- K
- L
- M
- N
- O
- P
- Q
- R
- S
- T
- U
- V
- W
- X
- Y
- Z

## J
- Jacques Jallet (1732-1791), député du clergé du Poitou.
- François-Joseph Jary (°1739 - † 1805) : Député du tiers état de la sénéchaussée de Nantes.
- Étienne-François-Charles Jaucen de Poissac (baron) (1733-1803), député de la noblesse du Limousin.
- François Thomas Jaume (1750-1800), député du tiers état de la sénéchaussée de Toulon.
- François Jersé[9], député suppléant du tiers état du bailliage de Sarreguemines (remplace le 21 janvier 1790 le comte de Gomer, démissionnaire).
- Joseph-Henri de Jessé (1755-1794), député de la noblesse de la sénéchaussée de Béziers.
- Pierre-Mathieu Joubert (1748-1815), député du clergé du bailliage d'Angoulême.
- Alexandre Paul Guérin de Tournel de Joyeuse de Chateauneuf-Randon (marquis) (1757-1827), député de la noblesse du bailliage de Mende.

- Haut – A
- B
- C
- D
- E
- F
- G
- H
- I
- J
- K
- L
- M
- N
- O
- P
- Q
- R
- S
- T
- U
- V
- W
- X
- Y
- Z

## K
- Joseph Louis Kauffmann (1749-1799), député du tiers état du bailliage de Colmar et Sélestat.
- Jean-Baptiste Louis de Kytspotter (1751-1815), député du tiers état du bailliage de Bailleul ;

- Haut – A
- B
- C
- D
- E
- F
- G
- H
- I
- J
- K
- L
- M
- N
- O
- P
- Q
- R
- S
- T
- U
- V
- W
- X
- Y
- Z

## L
- Alexandre-Joseph de Falcoz de La Blache (comte) (° 1745- † 1824), député de la noblesse de la province de Dauphiné.
- Claude-Louis de La Châtre (comte) (° 1745- † 1824), député de la noblesse du bailliage de Bourges (Berry).
- Jean-Louis Laclaverie (° 1738-† 1826, député du tiers état pour la sénéchaussée d'Armagnac à Lectoure.
- Anne Louis Henri de La Fare (° 1752- † 1829), évêque de Nancy, député du clergé pour le bailliage de Nancy.
- Jean-Michel-Marguerite de Laforge (° 1753-† 1830), avocat à Châteaudun, député du tiers état pour le bailliage de Blois.
- Jean-Nicolas Laloy (° 1745- † 1804), medecin à Chaumont, député du tiers état pour le bailliage de Chaumont-en-Bassigny.
- Dominique de La Rochefoucauld (° 1713- † 1800) (cardinal), archevêque de Rouen, député du clergé pour le bailliage de Rouen.
- François Alexandre Frédéric de La Rochefoucauld-Liancourt (° 1747- † 1827) (duc de), député de la noblesse de Clermont.
- François-Joseph de La Rochefoucauld-Bayers († 1792), Évêque-comte de Beauvais et pair de France, député du clergé de Clermont.
- Louis Alexandre de La Rochefoucauld-d'Enville (° 1743- † 1792), député de la noblesse de la ville de Paris.
- Pierre-Louis de La Rochefoucauld-Bayers (° 1744- † 1792), évêque de Saintes, député du clergé de Saintes.
- Charles-François de La Rochefoucauld-Bayers (° 1753- † 1821), abbé commendataire de Preuilly, vicaire-général du diocèse d'Aix, député du clergé de Provins.
- Gilbert du Motier, marquis de La Fayette, dit « La Fayette » (° 1757- † 1834), député de la noblesse du bailliage de Riom (province d'Auvergne).
- Gérard de Lally-Tollendal (° 1751- † 1830), marquis, bailli d’Étampes, député de la noblesse du bailliage d'Étampes.
- Jean-Baptiste Gabriel Larchevesque-Thibaud(° 1745- † 1817) de Baillage, Saint-Domingue (Province du Nord).
- César-Guillaume de La Luzerne (° 1738- † 1821), évêque-duc de Langres, député du clergé pour le bailliage de Langres.
- Alexandre Théodore Victor de Lameth (° 1760- † 1829), député de la noblesse du bailliage de Péronne;
- Charles-Malo de Lameth (1757-1832), député de la noblesse d'Artois ;
- Jean-Denis Lanjuinais (° 1753- † 1827), député du tiers état de la sénéchaussée de Rennes.
- Charles François de Lannoy (° 1741- † 1792), député de la noblesse de la gouvernance de Lille.
- Louis-Marie de La Révellière-Lépeaux (° 1753-† 1824), député du tiers état pour la sénéchaussée d'Anjou.
- Jean-Jacques de Laterrade (° 1758-† 1794, député du tiers état pour la sénéchaussée d'Armagnac à Lectoure.
- Charles César de Fay de La Tour-Maubourg (° 1756-† 1831), comte, lieutenant-général, député de la noblesse pour la sénéchaussée du Puy-en-Velay.
- Charles-Christophe Leblanc (1731-n. c.), conseiller au présidial et maire de Senlis, député du tiers état pour le bailliage de Senlis.
- Jacques-François Le Boys des Guays (° 1740 - † 1832), lieutenant particulier au bailliage de Montargis, député du tiers état du bailliage de  Montargis.
- Guillaume-Gabriel Leclerc (° 1743 - † 1832), député du clergé du bailliage d'Alençon.
- Jacques-Gabriel-Louis Le Clerc, marquis de Juigné (° 1727- † 1807), « marquis de Montaigu », lieutenant général des armées du roi, ci-devant son ministre plénipotentiaire en Russie, gouverneur des ville et citadelle d'Arras, syndic général des Marches communes, député de la noblesse des Marches communes.
- Antoine-Éléonor-Léon Leclerc de Juigné (° 1728- † 1811), frère du précédent, archevêque de Paris, duc de Saint-Cloud, pair de France, député du clergé de Paris.
- Léon-Marguerite Le Clerc, baron de Juigné (° 1733- † 1810), frère des précédents, comte de Courtomer, seigneur de Sainte-Mère-Église, maréchal de camp, demeurant à l'archevêché à Paris, député de la noblesse du bailliage de Coutances.
- Michel-Louis Lamy (° 1728-† 1800), député du tiers état du bailliage de Caen
- Louis-Jean-Baptiste, comte Leclerc de Lassigny de Juigné (° 1758- † 1792), lointain parent des précédents, député électeur de la noblesse de la sénéchaussée de Draguignan.
- Jean Antoine Leclerc « de Lannoy » (° 1728- † 1812), député du tiers état du bailliage de Vermandois.
- Isaac Le Chapelier (° 1754- † 1794), député du tiers état de la sénéchaussée de Rennes.
- Jean-Georges Lefranc de Pompignan (° 1715- † 1790), archevêque de Vienne, député du clergé pour la province du Dauphiné.
- Laurent-François Legendre (° 1741-† 1802), député du tiers état de la sénéchaussée de Brest.
- Jérôme Legrand (° 1748-† 1817), avocat du roi à Châteauroux, député du tiers état du bailliage de Bourges (Berry).
- Guillaume Le Lay de Grantugen (°1743-† 1818, cultivateur, député du tiers état de la sénéchaussée de Morlaix.
- Louis-Nicolas Lemercier (° 1755-† 1849), député du tiers état de la sénéchaussée de Saintes.
- Jean Le Mulier de Bressey (° 1739-† 1799), député de la noblesse (bailliage de Dijon).
- Jean-Baptiste Lemoine de Belle-Isle (° 1716-† 1791), député de la noblesse pour le bailliage de Chaumont-en-Vexin.
- Louis-Michel Lepeletier de Saint-Fargeau (° 1760-† 1793), président à mortier du Parlement de Paris, député de la noblesse de Paris, président de l’Assemblée nationale constituante.
- Pierre-François Lepoutre, député du tiers état (°1735- †1801), fermier de Linselles, près de Tourcoing.
- Antoine Lescurier de la Vergne, lieutenant civil et criminel au bailliage des Montagnes d'Auvergne à Salers, député du tiers état de la sénéchaussée de Saint-Flour.
- Louis-René-Madeleine Levassor de la Touche (comte) (° 1745 - † 1804), député de la noblesse du bailliage de Montargis.
- Gaston Pierre Marc Levis (duc de), député de la noblesse de Senlis.
- François Loison (né en 1745), député suppléant du tiers état du bailliage de Verdun, a siégé en 1790-1791.
- Jacques de Lombard-Taradeau (1750-1821), député du tiers état de la sénéchaussée de Draguignan.
- Claude Bénigne Lompré (° 1745 - † 1823), député du clergé du bailliage d'Amont à Vesoul[10]
- Louis-Catherine de Loras (marquis) (° 1725 - † 1793), député de la noblesse de la sénéchaussée de Lyon.
- Aimé Lousmeau-Dupont (174-1816), député du clergé de la sénéchaussée de Trévoux.
- Jean-Baptiste Loys (1740-1805), député du tiers état par le Périgord.

- Haut – A
- B
- C
- D
- E
- F
- G
- H
- I
- J
- K
- L
- M
- N
- O
- P
- Q
- R
- S
- T
- U
- V
- W
- X
- Y
- Z

## M
- Joseph François de Malide (° 1730 - † 1812), évêque de Montpellier, député du clergé de la sénéchaussée de Montpellier.
- Pierre Victor Malouet (° 1740 - † 1814), député du tiers état de Thiers.
- Jean-Joseph Manhaval (° 1736 - † 1813), député du tiers état de la sénéchaussée de Rouergue à Villefranche.
- Jean-Joseph Marquis (° 1747- † 1822), député du tiers état du bailliage de Bar-le-Duc.
- Joseph Martin-Dauch (1741-1801), député du tiers état pour la circonscription de Castelnaudary.
- Louis-Simon Martineau (° 1733 - † 1799), député du tiers état de la ville de Paris.
- Jean-Baptiste Massieu (° 1743 - † 1814), député du clergé de Senlis (Oise).
- Charles-Marie-Pierre-Félix Masson d'Esclans (chevalier) (1763-1812), député de la noblesse du bailliage d'Amont à Vesoul[11]
- Jean-Louis Matterel de Saint-Maixent (1726-n. c.), député de la noblesse.
- Jean-Antoine Maudru
- Jean-Sifrein Maury (l'abbé Maury).
- Pierre François Mayer (1753-1814), député du tiers état du bailliage de Sarreguemines.
- Jean Marie Félix Mayet (° 1751 - † 1835), député du clergé de Lyon.
- Antoine-Jean-François Ménager (° 1756 - † 1826), député suppléant du tiers état du bailliage de Meaux (Remplace en 1791 son beau-père, Thomas-Joseph Desescoutes, démissionnaire pour raison de santé.)
- Jacques François Menou, député de la noblesse.
- Jean-Étienne Menu de Chomorceau (1724-1802), député du tiers état par le bailliage de Sens.
- Claude-René Merceret, député du clergé du bailliage de Dijon, Côte-d'Or.
- Philippe-Antoine Merlin de Douai
- François-Anne-Joseph Meurinne, député du tiers état de Clermont, (Oise).
- François Antoine Meyer (1754-1827), député du tiers état de la Décapole d'Alsace.
- Jean-François Millet de La Mambre (1736-1815), député du tiers état du bailliage de Sedan.
- François Millon de Montherlant (° 1726 - † 1794), député du tiers état du bailliage de Beauvais, (Oise).
- Pierre-Philippe Millot (° 1739 - † 1817), député du clergé au bailliage de Besançon. Démissionnaire, remplacé par Jean-Baptiste Demandre.
- André Boniface Louis Riquetti de Mirabeau (° 1754 - † 1795), dit Mirabeau-Tonneau, député de la noblesse de la sénéchaussée de Limoges.
- Honoré Gabriel Riqueti de Mirabeau
- Charles Claude Ange Monneron (° 1735- † 1799), député du tiers état de la sénéchaussée d'Annonay (Ardèche).
- Louis Monneron (° 1742- † 1805), député du tiers état des Indes orientales (Pondichéry).
- Pierre Antoine Monneron (° 1747- † 1801), député du tiers état de l'Île-de-France.
- Louis-Alexandre-Élysée de Monspey (marquis) (° 1733- † 1822), député de la noblesse de la sénéchaussée de Villefranche (Rhône).
- Charles-Louis de Mont d'Or (marquis) (1741-1810), député de la noblesse de la sénéchaussée de Lyon.
- Nicolas Montaudon (1745-1811), député du tiers de la sénéchaussée de Limoges.
- François-Xavier de Montesquiou-Fezensac (° 1757 - † 1832), député du clergé de Paris.
- Anne-Pierre de Montesquiou-Fézensac (° 1739 à- † 1798), général et député de la noblesse de Meaux.
- Jean Joseph André Montjallard (1740-1791), député du clergé de la sénéchaussée de Toulon.
- Mathieu Jean Félicité, duc de Montmorency-Laval (° 1766 - † 1826), député du bailliage de Montfort-l'Amaury.
- Médéric Louis Élie Moreau de Saint-Méry (° 1750 - † 1803).
- Jean-Charles-Antoine Morel (° 1752 - † 1832), député suppléant du bailliage de Sarreguemines (remplace le 21 janvier 1790 Pierre François Mayer, démissionnaire).
- Jean Baptiste Mosneron de l'Aunay, (° 1738 - † 1830).
- Jean-Joseph Mounier (° 1758 - † 1806), député du tiers état pour le Dauphiné.
- Jean-François-Régis de Mourot (° 1740-† 1813), député du tiers état de la province du Béarn.
- Ildut Moyot (° 1749-† 1813), député du tiers état de la sénéchaussée de Brest.

- Haut – A
- B
- C
- D
- E
- F
- G
- H
- I
- J
- K
- L
- M
- N
- O
- P
- Q
- R
- S
- T
- U
- V
- W
- X
- Y
- Z

## N
- Jean Nadal de Saintrac (1745-1809), député de la Guadeloupe[12]
- Louis-Marie de Nicolaÿ (1729-1791), évêque de Cahors, député du clergé pour la sénéchaussée du Quercy à Cahors.
- Pierre-Claude Nioche (1751-1828), député du tiers pour le bailliage de Touraine.
- Louis Marc Antoine de Noailles (1756-1804), député de la noblesse pour le bailliage de Nemours.
- Philippe Louis Marc Antoine de Noailles (1752-1819), prince de Poix, député de la noblesse d'Amiens et d'Ham.
- Louis Séraphin du Chambge de Noyelles (1732-1794), baron de Noyelles, député de la noblesse du bailliage de Lille.

- Haut – A
- B
- C
- D
- E
- F
- G
- H
- I
- J
- K
- L
- M
- N
- O
- P
- Q
- R
- S
- T
- U
- V
- W
- X
- Y
- Z

## O
- Louis Philippe d'Orléans (duc de), dit Philippe Égalité (° 1747-† 1793), député de la noblesse de Crépy-en-Valois, (Oise).
- Pierre Oudaille, député du tiers état de Beauvais, (Oise).
- François Oudot (° 1740 - † 1798), député du clergé du bailliage de Chalon, (Saône-et-Loire).

- Haut – A
- B
- C
- D
- E
- F
- G
- H
- I
- J
- K
- L
- M
- N
- O
- P
- Q
- R
- S
- T
- U
- V
- W
- X
- Y
- Z

## P
- Armand-Jean de Brunet de Castelpers de Panat (abbé), député du clergé de Chaumont-en-Vexin (Oise).
- Julien-François Palasne de Champeaux (° 1736- † 1795), député du tiers de Saint Brieuc (Côtes-du-Nord).
- Louis-Marie de Panetier de Miglos (comte de Miglos et Montgrenier, seigneur direct de Villeneuve), député de la noblesse de la vicomté de Couserans.
- Guy-Félix de Pardieu (1758-1799), élu de la noblesse du bailliage de Saint-Quentin.
- Louis-François Claude Pellegrin (° 1732- † 1811), curé de Sommerécourt, député suppléant du clergé du bailliage de Bar-le-Duc (remplaça le 23 novembre 1789 Joseph Collinet, démissionnaire).
- Joseph-Michel Pellerin (° 1751- † 1794), député du tiers état de la sénéchaussée de Nantes.
- Charles Antoine de Peretti della Rocca (1749-1815), député du clergé de l'île de Corse[13]
- Charles-César Perier (° 1748 - † 1797), député du clergé du bailliage d'Étampes.
- Antoine François Pernel (1733-1795), député du tiers état du bailliage d'Amont.
- Louis François Marie de Perusse d'Escars, (comte des Cars et de Saint Bonnet), (° 1737 - † 1814), député de la noblesse du Limousin.
- Jérôme Pétion de Villeneuve (° 1756 - † 1794), député du tiers état du bailliage de Chartres (généralité d'Orléans).
- Charles François Petitmengin (1735-1794), député du tiers état du bailliage de Mirecourt.
- Sébastien Pocheron (° 1745 - † 1826), curé de Champvent, député du clergé du bailliage de Charolles.
- Étienne-François-Charles Jaucen de Poissac (baron), (° 1733 - † 1803), député de la noblesse de la sénéchaussée de Tulle (Bas pays du Limousin).
- Jean-Baptiste Poncet-Delpech, (° 1743 - † 1817), député de tiers état de Montauban (Quercy).
- François Pougeard du Limbert (° 1753 - † 1837), député du tiers état de la sénéchaussée d'Angoulême.
- Jean-Baptiste-Jacques Poultier, procureur, conseiller du roi, lieutenant général du Bailliage de Montreuil, député du tiers.
- Vincent Poupard (° 1729- † 1796), curé de Sancerre, député du clergé pour le bailliage de Bourges (Berry).
- Pierre Poya de L'Herbay (° 1748- † 1834), lieutenant particulier d'Issoudun, député du tiers état pour le bailliage de Bourges (Berry).
- Marc Florent Prévost (1735-1813), élu du tiers état pour le bailliage de Péronne - Roye - Amiens[14]
- Pierre-Louis Prieur dit Prieur de la Marne, (° 1756 - † 1827).
- Joseph Prugnon élu du tiers-etat au baillage de Nancy (1745-1828)
- Joseph Geneviève, comte de Puisaye (° 1755 - † 1827), député de la noblesse du Perche.
- Jean Auguste de Chastenet de Puységur (° 1740- † 1815), archevêque de Bourges, député du clergé pour le bailliage de Bourges (Berry).

- Haut – A
- B
- C
- D
- E
- F
- G
- H
- I
- J
- K
- L
- M
- N
- O
- P
- Q
- R
- S
- T
- U
- V
- W
- X
- Y
- Z

## Q
- Jean Claude Marie Victor de La Queuille, marquis de Châteaugay (° 1742-- † 1810), député de la noblesse pour la généralité et sénéchaussée de Riom.

- Haut – A
- B
- C
- D
- E
- F
- G
- H
- I
- J
- K
- L
- M
- N
- O
- P
- Q
- R
- S
- T
- U
- V
- W
- X
- Y
- Z

## R
- Jean-Paul Rabaut Saint-Étienne (° 1743 - † 1793), député du tiers état de la sénéchaussée de Nîmes et de Beaucaire.
- Christophe Philippe de Rathsamhausen (1736-1820) député de la noblesse des bailliages de Haguenau et Wissembourg.
- Claude Redon (1738-1820), échevin, avocat au parlement à Riom.
- Claude Ambroise Régnier (1736-1814), député du tiers état par le bailliage de Nancy.
- Jean-François Reubell dit Reubell (° 1747 - † 1807).
- Pierre Revol (1748-1811), député du tiers état du Dauphiné.
- François Reynaud de Villeverd (comte) (1731-1812), député du Nord de la colonie de Saint-Domingue.
- Gilbert de Riberolles (° 1749 - † 1823), député du tiers état de la sénéchaussée de Riom.
- Jean-Louis Richard (° 1743 - † 1812), député du tiers état du bailliage du Forez.
- Guillaume-Amable Robert de Chevannes (° 1752 - † 1828), député du tiers état de la sénéchaussée de Nevers.
- Maximilien de Robespierre (° 1758 - † 1794), député du tiers état d'Arras (élu le 20 avril 1789).
- Aimery-Louis-Roger de Rochechouart (° 1744 - † 1791), député de la noblesse de Paris.
- Victurnien-Jean-Baptiste de Rochechouart de Mortemart (° 1752 - † 1812), député de la noblesse du bailliage de Sens.
- Victurnien Bonaventure de Rochechouart de Mortemart (° 1753 - † 1823), député de la noblesse du bailliage de Rouen, colonel du régiment de Navarre.
- Pierre-Louis Roederer (° 1754 - † 1835), député du tiers états du bailliage de Metz
- Jean-Joseph Rocque (1749-n. c.), député du tiers état de la sénéchaussée de Béziers.
- Jean-Joseph de Mougins de Roquefort (° 1742 - † 1822), député du tiers état de la sénéchaussée de Grasse.
- François Pierre Olivier de Rougé (marquis) (° 1756- † 1816), député de la noblesse.
- Guillaume Grégoire de Roulhac (° 1751 - † 1824), député du tiers état de la sénéchaussée de Limoges (Haut pays du Limousin).
- Michel-Louis Rousselet (1746-1834), député du tiers état du bailliage de Provins.
- Claude Germain Rousselot (° 1723 - † 1795), député du clergé du bailliage d'Amont à Vesoul.
- Claude-Anne de Rouvroy de Saint Simon (° 1743 - † 1819), député de la noblesse du bailliage d'Angoulême.
- Sixte Louis Constant Ruffo de Bonneval (° 1742 - † 1820), abbé de St Léonard de Corbigny et de Honnecourt, député du tiers état de la sénéchaussée de Paris.
- Claude-François Roux de Raze (° 1758 - † 1834), député du tiers état du bailliage d'Amont à Vesoul.
- Pierre Jean de Ruallem (1738-n. c.), abbé de Saint-Faron, député suppléant du clergé du bailliage de Meaux[15] - Il remplace le 29 octobre 1789 Pierre-Louis Barbou, démissionnaire.

- Haut – A
- B
- C
- D
- E
- F
- G
- H
- I
- J
- K
- L
- M
- N
- O
- P
- Q
- R
- S
- T
- U
- V
- W
- X
- Y
- Z

## S
- Pierre-François de Saint-Martial d'Aurillac, baron de Conros (1750-1838), député de la noblesse de la sénéchaussée de Saint-Flour.
- Claude-Anne de Saint-Simon, (marquis), (° 1743 - † 1819), député de la noblesse du bailliage d'Angoulême.
- Christophe Saliceti (° 1757 - † 1809), député du tiers état de l'île de Corse.
- Étienne François Sallé de Chou (° 1754 - † 1832), avocat à Bourges, député du tiers état du bailliage de Bourges (Berry).
- Guillaume-Anne Salomon de La Saugerie (1743-1795), député du tiers état par le bailliage d'Orléans.
- Gilbert de Sarrazin (comte) (° 1732 - † 1825), député de la noblesse du bailliage de Vendôme.
- Louis Joseph Schmits (1758-1819), député du tiers état du bailliage de Sarreguemines.
- Étienne François Joseph Schwendt (1748-1820), député du tiers état de Strasbourg.
- Joseph-Marie de Ségur-Cabanac (vicomte) (° 1744- † 1815), maréchal de camp, député de la noblesse de la sénéchaussée de Bordeaux.
- Armand-Sigismond, comte de Sérent (° 1762- † 1796), seigneur de Mhère et Vauclaix, maréchal de camp, député de la noblesse du bailliage de Nivernais et Donziois.
- Emmanuel-Joseph Sieyès (° 1748 - † 1836).
- Joseph Barthélémy Sieyès La Baume (° 1749 - † 1830).
- Jean-François Simon (1746-1840), député du clergé pour le bailliage de Bar-le-Duc[16]
- Pierre Joseph Simon de Maibelle (1725-1795), délégué du tiers état pour le bailliage de Douai.
- André-Louis-Esprit de Sinéty de Puylon (1740-1811), député de la noblesse pour la sénéchaussée de Marseille.

- Haut – A
- B
- C
- D
- E
- F
- G
- H
- I
- J
- K
- L
- M
- N
- O
- P
- Q
- R
- S
- T
- U
- V
- W
- X
- Y
- Z

## T
- Ange-François de Talaru de Chalmazel, (° 1725- † 1798), évêque de Coutances, député du clergé du bailliage de Coutances.
- Charles-Maurice de Talleyrand-Périgord (° 1754 - † 1838), évêque d'Autun, député du clergé du bailliage d'Autun
- Armand-Constant Tellier (° 1755 - † 1795), député du tiers état des bailliages de Melun et Moret-sur-Loing.
- Jean-Baptiste François de Terrats (1740-1796), député du tiers état par la province de Roussillon.
- Anne-Alexandre-Marie Thibault (° 1747- † 1813), député du clergé du bailliage de Nemours
- Jean Thomas (° 1716 ou 1723 - † v. 1797), curé de Mormant, député du clergé des bailliages de Melun-Moret.
- Martin Thomas (1754-1832), curé de Meymac et député du clergé de la sénéchaussée de Tulle.
- Jacques Thoret (1737-1820), député du tiers état du bailliage de Bourges (Berry).
- Jacques-Guillaume Thouret (° 1746 - † 1794), député du tiers état du bailliage de Rouen.
- Hippolyte-Jean-René de Toulongeon (marquis) (° 1739 - † 1794), député de la noblesse du bailliage d'Amont à Vesoul.
- François-Emmanuel de Toulongeon (vicomte) (° 1748 - † 1812), député de la noblesse pour le bailliage d'Aval à Lons-le-Saunier.
- Jean-Baptiste Treilhard (° 1742 - † 1810), député du tiers état de Paris , Président de l'Assemblée nationale constituante en 1790
- François Denis Tronchet (° 1726 - † 1806), député du tiers état de Paris
- Balthazar Trouillet (mort en 1802), député du tiers état de Lyon

- Haut – A
- B
- C
- D
- E
- F
- G
- H
- I
- J
- K
- L
- M
- N
- O
- P
- Q
- R
- S
- T
- U
- V
- W
- X
- Y
- Z

## U
- Augustin Ulry (1740-1813), député du tiers état du bailliage de Bar-le-Duc[17]
- Mathieu Louis Armand d'Usson (1740-1794), député de la noblesse de la sénéchaussée de Pamiers.

- Haut – A
- B
- C
- D
- E
- F
- G
- H
- I
- J
- K
- L
- M
- N
- O
- P
- Q
- R
- S
- T
- U
- V
- W
- X
- Y
- Z

## V
- Marc-Guillaume-Alexis Vadier (° 1736 - † 1828), député du tiers état de la sénéchaussée de Pamiers.
- Jacques Louis Nicolas Vaillant (° 1742 - † 1813)
- Pierre-Vincent Varin de La Brunelière (° 1752 - † 1794), député suppléant du tiers état de la sénéchaussée de Rennes (a remplacé Étienne-Eusèbe-Joseph Huard après le décès de celui-ci en octobre 1789).
- Louis Verdet (° 1744 - † 1819), député du clergé pour le bailliage de Sarreguemines.
- Jacques Verdollin (1738-1793), député du tiers état de la sénéchaussée de Draguignan
- Théodore Vernier (° 1731 - † 1818), député du tiers état de la sénéchaussée de Lons-le-Saunier.
- Thomas Verny (° 1726 - † 1808), député du tiers état de la sénéchaussée de Montpellier
- François-Xavier Veytard (° 1731 - † 1797), député du clergé de Paris
- Michel Joseph de Vialis (1729-1802), député de la noblesse de la sénéchaussée de Toulon.
- Louis René Viard (° 1748- † 1833), député du tiers état du bailliage de Bar-le-Duc.
- Pierre André François Viau de Thébaudières (1751-1816), député du  Nord de la colonie de Saint-Domingue.
- René-Louis-Marie Vieillart, député du Tiers état de Reims.
- Jean-Chrysostôme de Villaret (° 1739 - † 1824), vicaire-général de Rodez, député du clergé de la sénéchaussée de Rouergue à Villefranche.
- François Villebanois (1748-1799), curé de Saint-Jean-le-Vieux, député du clergé du bailliage de Bourges (Berry).
- Barthélémy-Joseph de Villeneuve-Bargemon (1720-1795), député du clergé.
- Jean-Georges-Charles Voidel (° 1758 - †1812), député du tiers état du bailliage de Sarreguemines.
- Alexandre-Eugène Volfius (1743-1805), député du tiers état du bailliage de Dijon, Côte-d'Or.
- Jean-Henri Voulland (1751-1801), député du tiers état de la sénéchaussée de Nîmes et de Beaucaire

- Haut – A
- B
- C
- D
- E
- F
- G
- H
- I
- J
- K
- L
- M
- N
- O
- P
- Q
- R
- S
- T
- U
- V
- W
- X
- Y
- Z

## W
- Jean-Baptiste Wartel (1724-1806), élu du tiers état par le bailliage de Lille.
- Georges Félix de Wimpffen (1744-1814), élu du bailliage de Caen.

- Haut – A
- B
- C
- D
- E
- F
- G
- H
- I
- J
- K
- L
- M
- N
- O
- P
- Q
- R
- S
- T
- U
- V
- W
- X
- Y
- Z

## Y
- Sylvain Yvernault (° 1740- † 1806), professeur de théologie, chanoine de Saint-Ursin de Bourges, député du clergé pour le bailliage de Bourges (Berry).

- Haut – A
- B
- C
- D
- E
- F
- G
- H
- I
- J
- K
- L
- M
- N
- O
- P
- Q
- R
- S
- T
- U
- V
- W
- X
- Y
- Z